# 1997 VN1
1997 VN1 är en asteroid i huvudbältet som upptäcktes den 1 november 1997 av de båda japanska astronomerna Seiji Ueda och Hiroshi Kaneda i Kushiro.
Asteroiden har en diameter på ungefär 10 kilometer och den tillhör asteroidgruppen Themis.